# Aedes monticola
Aedes monticola é um espécie de mosquito do Género Aedes, pertencente à família Culicidae.